# 友田錫
友田 錫（ともだ せき、1935年1月27日 - 2018年7月31日）は、日本のジャーナリスト、国際関係学者。

## 略歴
東京生まれ。1958年早稲田大学文学部仏文科卒、東京新聞に入り外信部記者、1962年産経新聞社に移り外信部、1967-1968年サイゴン特派員、プノンペン特派員、1974-1978年パリ特派員、パリ支局長、政治部編集委員、1983年国際報道部長、1984年編集局次長、論説委員を経て、山陽学園短期大学教授となり、1992年亜細亜大学アジア研究所教授、2002-2004年所長、2005年日本国際問題研究所所長、2009年退任。2018年7月31日、腎盂癌のため死去。83歳没。

## 著書
- 『裏切られたベトナム革命 チュン・ニュー・タンの証言』中央公論社 1981、中公文庫 1986
- 『入門・現代日本外交 日中国交正常化以後』1988 中公新書

### 共著
- 『中国の台頭と日本』小林煕直,江畑謙介,津上俊哉,阿部純一,石川幸一,西澤正樹共著 亜細亜大学アジア研究所 (アジア研究所叢書　2006

### 翻訳
- ローランド・オリバー/J.D.フェイジ『アフリカの歴史』北詰洋一共訳 時事通信社(時事新書)1964
- ノロドム・シアヌーク、聞き手ジャン・ラクチュール『北京からみたインドシナ シアヌークは語る』サイマル出版会 1972
- チボール・メンデ『豊かな世界・貧しい世界 援助政策の再検討』加藤行立共訳 サイマル出版会 1974
- ジャン=マリー・シュバリエ『石油の新しい賭け メージャーと産油国の世界戦略』青山保共訳 サイマル出版会 1975
- 『シアヌーク回想録 戦争…そして希望』青山保共訳 中央公論社 1980
- クレア・スターリング『テロ・ネットワーク 国際テロ組織の秘密戦争』山本一郎共訳 サンケイ出版 1982
- フローラ・ルイス『ヨーロッパ 民族のモザイク』河出書房新社（上下） 1990
- クリストフ・ペシュー『ポル・ポト派の素顔』監訳 日本放送出版協会 1994
- ナヤン・チャンダ『ブラザー・エネミー サイゴン陥落後のインドシナ』滝上広水共訳 めこん 1999
- フローラ・ルイス『ヨーロッパ 統合への道』河出書房新社（上下） 2002
- ナヤン・チャンダ『グローバリゼーション人類5万年のドラマ』滝上広水共訳 NTT出版（上下） 2009

## 論文
- 友田錫, 渡辺幸治「ベトナム戦争の「根っ子」」『諸君! : 日本を元気にするオピニオン雑誌』第17巻第6号、文藝春秋、1985年6月、126-134頁、ISSN 09173005、CRID 1524232504981735168。
- 友田錫「日本のカンボジア外交 : 政治的役割の実験」『アジア研究所紀要』第19巻、亜細亜大学アジア研究所、1992年、145-186頁、ISSN 03850439、CRID 1050001338473994368。
- 友田錫「カンボジア新政権とインドシナの新局面 : 内在する不安定要因の分析」『アジア研究所紀要』第20巻、亜細亜大学アジア研究所、1993年、57-85頁、ISSN 03850439、CRID 1050564288427416320。
- 友田錫「カンボジア政治の内部腐食は止まらない?」『世界週報』第78巻第17号、時事通信社、1997年5月、18-21頁、ISSN 09110003、CRID 1523669555573372416。
- 友田錫「土壇場でもたつくベトナムの指導部交代」『世界週報』第78巻第27号、時事通信社、1997年7月、12-15頁、ISSN 09110003、CRID 1520291855425465600。
- 友田錫「カンボジアで固まるフン・セン体制」『世界週報』第78巻第30号、時事通信社、1997年8月、28-31頁、ISSN 09110003、CRID 1521980704667058304。
- 友田錫「カンボジア和平は幻だったのか」『中央公論』第112巻第10号、中央公論新社、1997年9月、66-71頁、ISSN 05296838、CRID 1521136280345691136。